# NGC 3336
NGC 3336 este o emission-line galaxy⁠(d) situată în constelația Hidra. A fost descoperită în 24 martie 1835 de către John Herschel. Se află la o distanță de 57,97 de megaparseci de Pământ.